# أندريس توريس
أندريس توريس (بالإنجليزية: Andrés Torres)‏ هو لاعب كرة قاعدة أمريكي، ولد في 26 يناير 1978 في باترسون في الولايات المتحدة.

## وصلات خارجية
- أندريس توريس على موقع دوري كرة القاعدة الرئيسي (الإنجليزية)
- أندريس توريس على موقعبيزبول رفرنس.كوم (الدوري الرئيسي) (الإنجليزية)
- أندريس توريس على موقعبيزبول رفرنس.كوم (الدوري الثانوي) (الإنجليزية)
- أندريس توريس على موقع إي إس بي إن.كوم (أم.أل.بي) (الإنجليزية)
- أندريس توريس على موقع مشجعي الرسوم البيانية (الإنجليزية)